# Kanada-malja
Le Kanada-malja est le trophée remis annuellement à l'équipe de hockey sur glace du championnat de Finlande de hockey sur glace qui gagne les séries éliminatoires. « Kanada-malja » signifie en finnois « Coupe Canada », car il a été donné par la communauté finlandaise du Canada en 1951.
Le vainqueur de la saison reçoit le Harry Lindbladin muistopalkinto même si ce dernier est considéré comme bien moins prestigieux que le Kanada-malja ou même que la médaille de bronze des séries.

## Classement des saisons
| Année | Champion des séries                        | Médaille d'argent                          | Médaille de bronze                         | Champion de la saison régulière |
| ----- | ------------------------------------------ | ------------------------------------------ | ------------------------------------------ | ------------------------------- |
| 1976  | TPS Turku                                  | Tappara Tampere                            | Ässät Pori                                 | TPS Turku                       |
| 1977  | Tappara Tampere                            | TPS Turku                                  | Koovee Tampere                             | Tappara Tampere                 |
| 1978  | Ässät Pori                                 | Tappara Tampere                            | TPS Turku                                  | Tappara Tampere                 |
| 1979  | Tappara Tampere                            | Ässät Pori                                 | TPS Turku                                  | Ässät Pori                      |
| 1980  | HIFK                                       | Ässät Pori                                 | Kärpät Oulu                                | TPS Turku                       |
| 1981  | Kärpät Oulu                                | Tappara Tampere                            | TPS Turku                                  | Tappara Tampere                 |
| 1982  | Tappara Tampere                            | TPS Turku                                  | HIFK                                       | TPS Turku                       |
| 1983  | HIFK                                       | Jokerit Helsinki                           | Ilves Tampere                              | Jokerit Helsinki                |
| 1984  | Tappara Tampere                            | Ässät Pori                                 | Kärpät Oulu                                | Tappara Tampere                 |
| 1985  | Ilves Tampere                              | TPS Turku                                  | Kärpät Oulu                                | TPS Turku                       |
| 1986  | Tappara Tampere                            | HIFK                                       | Kärpät Oulu                                | Tappara Tampere                 |
| 1987  | Tappara Tampere                            | Kärpät Oulu                                | HIFK                                       | Kärpät Oulu                     |
| 1988  | Tappara Tampere                            | Lukko Rauma                                | HIFK                                       | Ilves Tampere                   |
| 1989  | TPS Turku                                  | JyP HT                                     | Ilves Tampere                              | TPS Turku                       |
| 1990  | TPS Turku                                  | Ilves Tampere                              | Tappara Tampere                            | TPS Turku                       |
| 1991  | TPS Turku                                  | Kalevan Pallo                              | HPK Hämeenlinna                            | TPS Turku                       |
| 1992  | Jokerit Helsinki                           | JyP HT                                     | HIFK                                       | JyP HT                          |
| 1993  | TPS Turku                                  | HPK Hämeenlinna                            | JyP HT                                     | TPS Turku                       |
| 1994  | Jokerit Helsinki                           | TPS Turku                                  | Lukko Rauma                                | TPS Turku                       |
| 1995  | TPS Turku                                  | Jokerit Helsinki                           | Ässät Pori                                 | Jokerit Helsinki                |
| 1996  | Jokerit Helsinki                           | TPS Turku                                  | Lukko Rauma                                | Jokerit Helsinki                |
| 1997  | Jokerit Helsinki                           | TPS Turku                                  | HPK Hämeenlinna                            | Jokerit Helsinki                |
| 1998  | HIFK                                       | Ilves Tampere                              | Jokerit Helsinki                           | TPS Turku                       |
| 1999  | TPS Turku                                  | HIFK                                       | HPK Hämeenlinna                            | TPS Turku                       |
| 2000  | TPS Turku                                  | Jokerit Helsinki                           | HPK Hämeenlinna                            | TPS Turku                       |
| 2001  | TPS Turku                                  | Tappara Tampere                            | Ilves Tampere                              | Jokerit Helsinki                |
| 2002  | Jokerit Helsinki                           | Tappara Tampere                            | HPK Hämeenlinna                            | Tappara Tampere                 |
| 2003  | Tappara Tampere                            | Kärpät Oulu                                | HPK Hämeenlinna                            | HPK Hämeenlinna                 |
| 2004  | Kärpät Oulu                                | TPS Turku                                  | HIFK                                       | TPS Turku                       |
| 2005  | Kärpät Oulu                                | Jokerit Helsinki                           | HPK Hämeenlinna                            | Kärpät Oulu                     |
| 2006  | HPK Hämeenlinna                            | Ässät Pori                                 | Kärpät Oulu                                | Kärpät Oulu                     |
| 2007  | Kärpät Oulu                                | Jokerit Helsinki                           | HPK Hämeenlinna                            | Kärpät Oulu                     |
| 2008  | Kärpät Oulu                                | Espoo Blues                                | Jokerit Helsinki                           | Kärpät Oulu                     |
| 2009  | JYP Jyväskylä                              | Kärpät Oulu                                | Kalevan Pallo                              | JYP Jyväskylä                   |
| 2010  | TPS Turku                                  | HPK Hämeenlinna                            | JYP Jyväskylä                              | JYP Jyväskylä                   |
| 2011  | HIFK                                       | Espoo Blues                                | Lukko                                      | JYP                             |
| 2012  | JYP                                        | Pelicans Lahti                             | Jokerit                                    | Kalevan Pallo                   |
| 2013  | Ässät                                      | Tappara                                    | JYP                                        | Jokerit                         |
| 2014  | Kärpät Oulu                                | Tappara                                    | Lukko                                      | Kärpät Oulu                     |
| 2015  | Kärpät                                     | Tappara                                    | JYP                                        | Kärpät                          |
| 2016  | Tappara                                    | HIFK                                       | Kärpät                                     | HIFK                            |
| 2017  | Tappara                                    | Kalevan Pallo                              | JYP Jyväskylä                              | Tappara                         |
| 2018  | Kärpät                                     | Tappara                                    | HIFK                                       | Kärpät                          |
| 2019  | HPK Hämeenlinna                            | Kärpät                                     | Tappara                                    | TPS Turku                       |
| 2020  | Annulée à cause de la pandémie de Covid-19 | Annulée à cause de la pandémie de Covid-19 | Annulée à cause de la pandémie de Covid-19 | HPK Hämeenlinna                 |
| 2021  | Lukko                                      | TPS                                        | HIFK                                       | Lukko                           |
| 2022  | Tappara                                    | TPS                                        | Ilves                                      | Tappara                         |